# Caso di Morristown
Per caso di Morristown si intendono alcuni avvistamenti di misteriose luci di colore rosso verificatisi nel cielo di Morristown e di altre città della contea di Morris, nel New Jersey (Stati Uniti), in cinque giornate non consecutive tra il 5 gennaio ed il 17 febbraio 2009. Il caso ebbe una vasta risonanza su giornali e televisioni e furono interpellati al riguardo anche alcuni ufologi.
Nel successivo mese di aprile due cittadini, Joe Rudy e Chris Russo, rivelarono che si era trattato di un inganno da loro organizzato allo scopo di condurre un esperimento sociologico sugli UFO e che le luci misteriose provenivano da cinque lampade a fiamma attaccate a palloni riempiti di elio.

## Il primo avvistamento
Alle ore 20.28 del 5 gennaio 2009, il dipartimento di polizia della township di Hanover ricevette una telefonata al numero di emergenza 911 in cui chi chiamava riferì la presenza di strane luci in cielo. Anche i dipartimenti di polizia delle città vicine ricevettero telefonate analoghe; in totale, quella sera, il numero di emergenza ricevette sette chiamate. Il tenente Jim Cullen della polizia di Morristown allertò l'aeroporto della contea e la torre di controllo riferì che anche i controllori di volo avevano visto le luci, ma non erano in grado di spiegarne la natura. La polizia di Hanover contattò l'aeroporto e chiese di verificare se gli oggetti si vedessero sul radar, ricevendo una risposta negativa negativa. Oltre che a Morristown e Hanover, le luci furono avvistate nelle città di Morris Plains, Madison ed Elorham Park.
La notizia dell'avvistamento fu riportata da giornali, televisioni e siti internet, tra cui quello dell'associazione ufologica MUFON.

### Dichiarazioni dei testimoni
Nei giorni successivi furono rintracciati e intervistati diversi testimoni. Due uomini, Joe Rudy, un insegnante di scienze e musicista, e Chris Russo, un venditore, raccontarono di aver notato le luci mentre erano in auto a Morris Plains. La famiglia Hurley avvistò le luci ad Hanover dalla loro casa; il capofamiglia Paul Hurley era un pilota e affermò che non si trattava di velivoli e che in vent'anni di lavoro in aviazione non aveva mai visto una cosa simile. Tom Bender, residente a Morristown, disse che le luci si muovevano in cielo assumendo una formazione a L e dichiarò che secondo lui non solo non potevano essere palloni meteorologici, ma non erano neppure oggetti fabbricati dall'uomo. George Van Orden, ufficiale sanitario residente ad Hanover, disse che gli oggetti si muovevano velocemente in tre direzioni, anche controvento, quindi non potevano essere palloni; aggiunse anche che le luci non potevano provenire da delle fiamme, perché non lasciavano scie.

## Gli avvistamenti successivi
Le luci apparvero nuovamente nell'arco delle settimane successive: il 26 gennaio, il 28 gennaio, il 7 febbraio ed il 17 febbraio. L'ultimo avvistamento fu il più spettacolare: furono avvistate in cielo nove luci nelle città di Morristown, Morris Plains, Hanover, Denville, Parsippany e Montville e vi furono numerose chiamate al numero di emergenza della polizia. Il capitano Jeff Paul, portavoce dell'ufficio del procuratore distrettuale della contea di Morris, contattò la Federal Aviation Administration, che affermò che gli oggetti che emanavano le luci, qualsiasi cosa fossero, potevano essere una minaccia per i voli civili nel loro avvicinamento finale all'Aeroporto Internazionale di Newark-Liberty; il capitano contattò quindi il Dipartimento della Sicurezza Interna degli Stati Uniti d'America e la New Jersey State Police.

## Ipotesi e teorie sulla natura delle luci
Già dopo il primo avvistamento furono avanzate diverse ipotesi, che contemplavano elicotteri, dirigibili di sorveglianza, astronavi extraterrestri, fenomeni soprannaturali o spirituali, progetti militari segreti o risultati di un imbroglio ben organizzato.
Il dipartimento di polizia di Morristown, in base alla descrizione di alcuni testimoni, avanzò l'ipotesi che potesse trattarsi di oggetti fiammeggianti attaccati a palloni riempiti di elio, ma diversi altri testimoni dell'avvistamento e numerosi cittadini della contea di Morris rifiutarono quest'ipotesi. Una persona che aveva una fabbrica nel Michigan dichiarò a un giornale che poteva trattarsi di lanterne volanti lanciate in occasione di qualche celebrazione.
Fu chiesto anche il parere di alcuni ufologi. Peter Devenport, ex direttore del National UFO Reporting Center, dichiarò che non credeva che si trattasse di aerei o elicotteri, anche perché i testimoni non riferivano di aver udito alcun rumore. Bill Birnes rifiutò l'ipotesi delle lanterne volanti, affermando che secondo lui non potevano essere lampade attaccate ad una struttura rigida.

## Rivelazione dell'inganno
Il 1º aprile 2009 Joe Rudy e Chris Russo, due delle persone interpellate in precedenza riguardo ai misteriosi avvistamenti, annunciarono pubblicamente che si era trattato di un imbroglio, dicendo di averlo organizzato per dimostrare la scarsa attendibilità dei testimoni di avvistamenti di UFO e la facilità con cui è possibile prendere in giro i cosiddetti investigatori di UFO. Rudy e Russo spiegarono che l'ipotesi delle forze dell'ordine era esatta, in quanto si trattava di lampade a fiamma attaccate a palloni riempiti di elio, e mostrarono un video che illustrava le fasi di preparazione. Il racconto dei due fu pubblicato sulla rivista eSkeptic.
La rivelazione suscitò polemiche da parte degli ufologi. Il MUFON affermò che due suoi investigatori, Kristen Winslet e Marc D'Antonio, avevano scoperto già il 15 marzo che si trattava di un imbroglio e lo avevano sottoscritto in un rapporto, che però non era stato diffuso sui mezzi di comunicazione. Kevin Randle ha ipotizzato che le dichiarazioni di certi testimoni non siano state riportate correttamente da giornali e televisioni.

## Eventi successivi
In seguito alla loro confessione, Rudy e Russo furono denunciati dalla polizia. Il procuratore distrettuale della contea di Morris Robert Bianchi formulò l'accusa di condotta disordinata anziché di reati penali più gravi e contestò agli imputati il rischio di causare incendi, le minacce per l'aviazione civile e lo spreco di risorse della polizia. Rudy e Russo accettarono il patteggiamento e ciascuno di essi fu condannato a pagare una multa di 250 dollari e ad effettuare cinquanta ore di servizio sociale per la comunità. In seguito, i due furono invitati a partecipare a conferenze, dibattiti e trasmissioni televisive. In un'intervista concessa un anno dopo dagli eventi, in risposta alle polemiche suscitate dagli ufologi, i due hanno chiarito che non avevano l'obiettivo di dimostrare l'inesistenza degli alieni, ma volevano invitare ad affrontare le problematiche ufologiche con una buona dose di scetticismo.